# Josh Naylor
Joshua-Douglas James Naylor (Mississauga, Canadá, 22 de junio de 1997), más conocido como Josh Naylor, es un jugador profesional canadiense de béisbol que se desempeña en la posición de primera base en Mariners , equipo de las Grandes Ligas de Béisbol (MLB).

## Carrera
Naylor hizo su debut en la MLB con el equipo San Diego Padres, en el cual jugó dos temporadas (2019-2020), después pasó a Cleveland Guardians (2021-2024), posteriormente a Arizona Diamondbacks.